# Pseudispa breveapicalis
Pseudispa breveapicalis es una especie de insecto coleóptero de la familia Chrysomelidae.
Fue descrita científicamente en 1934 por Pic.

## Distribución geográfica
México